# Anti Saar

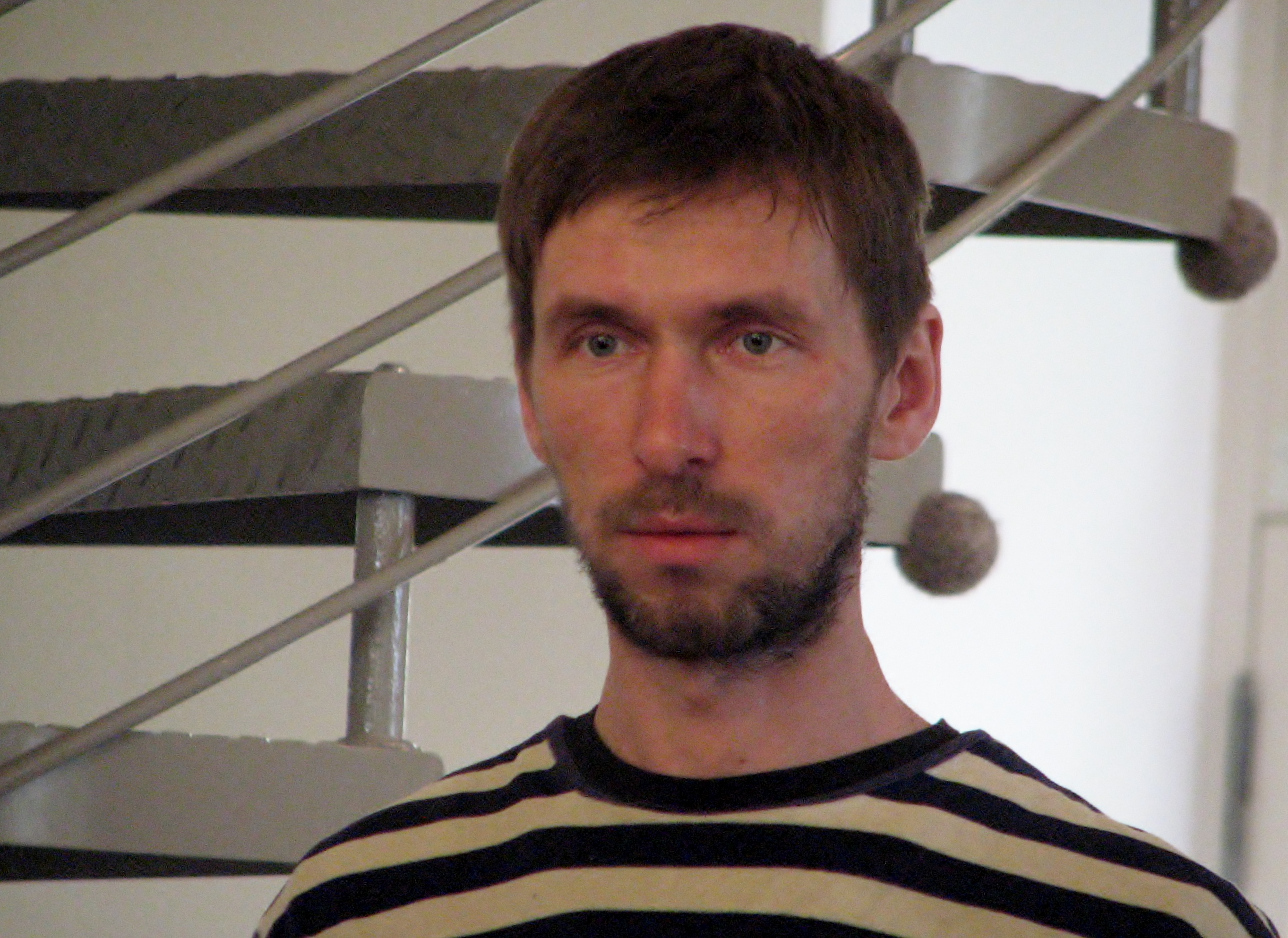
Anti Saar, 2014

Anti Saar (* 9. Mai 1980) ist ein estnischer Schriftsteller und Übersetzer.

## Leben und Werk
Saar machte 1998 auf dem Hugo Treffneri Gümnaasium sein Abitur und studierte von 2000 bis 2005 an der Universität Tartu Semiotik. Direkt danach publizierte er seinen ersten Roman, dem in rascher Folge weitere Bücher, größtenteils Kinder- und Jugendliteratur, folgten. Außerdem entwirft und entwickelt er mechanische Kugelspiele.
Saar übersetzt aus dem Französischen, seine Bücher sind bislang ins Dänische, Italienische, Lettische, Polnische, Russische und Ungarische übersetzt.

## Auszeichnungen
- 2014 Jahrespreis des Estnischen Kulturkapitals (Kinder- und Jugendliteratur)
- 2018 Jahrespreis des Estnischen Kulturkapitals (Übersetzung)
- 2021 Karl-Eduard-Sööt-Preis für Kindergedichte
- 2023 Karl Eduard Sööt-Preis für Kindergedichte

## Bibliografie (Auswahl)

### Prosa
- Kuidas sa ära läksid ja mina maha jäin ('Wie du fortgingst und ich zurückblieb'). EKSA, Tallinn  2006. 152 S.
- Nemad kaks ('Die zwei'). EKSA, Tallinn 2008. 142 S.
- Tekste siledast ruumist ('Texte aus dem glatten Raum'). EKSA, Tallinn 2009. 104 S.

### Kinderliteratur
- Kojamees Urmas ('Hausmeister Urmas'). Päike ja Pilv, Tallinn 2015. 24 S.
- Juturaamat ('Geschichten Buch'). Pildid joonistanud Jüri Mildeberg. Tänapäev, Tallinn 2016. 73 S.
- Külaskäik ('Der Besuch'). Päike ja Pilv, Saue 2017. 24 S.
- Pärt ei oska saltot ('Pärt kann kein Salto'). Päike ja Pilv, Saue 2017. 25 S.
- Mina, Milda ja meister Michel ('Ich, Milda und Meister Michel'). Eesti Kunstimuuseum, Kumu, Tallinn 2018. 79 S.
- Pärt ja viimane koogitükk ('Pärt und das letzte Stück Kuchen'). Päike ja Pilv 2018. 32 S.
- Seisa siin, Pärt! ('Bleib hier stehen, Pärt!'). Päike ja Pilv, Saue 2018. 28 S.
- Pärt ja ploomid ('Pärt und die Pflaumen'). Päike ja Pilv, Saue 2018. 26 S.
- Pärt läheb uuele ringile ('Pärt macht noch eine Runde'). Päike ja Pilv, Saue 2019. 28 S.
- Anni asjad ('Annis Sachen'). Kolm Elu 2020. 80 S.
- Pärt plindris ('Pärt in der Klemme'). Päike ja Pilv, Saue 2020. 94 S.
- Suur koogitegu ('Das große Kuchenbacken'). Kolm Elu, Tartu 2020. 44 S.
- Kuidas minust ei saanud kirjanikku ('Wie ich kein Schriftsteller geworden bin'). Kolm elu 2021. 112 S.
- Sõnaraamat ('Wörterbuch'). Kolm Elu, Tartu 2022, 149 S.
- Õudne lugu. Hoiatuseks lastele ja vanematele ('Eine grausige Geschichte. Zur Warnung an Kinder und Eltern'). Kolm Elu, Tartu 2022. 69 S.
- Kuidas istuda, kuidas astuda ('Wie sitzen, wie gehen'). Kolm Elu, Tartu 2023. 106 S.
- Puu põndakul ('Der Baum auf dem Hügel'). Kolm Elu, Tartu 2023. 126 S.